# Ceioni Albí
Ceioni Albí (en llatí Ceionius Albinus) va ser un notable romà, probablement parent de l'emperador Albí, que va ser executat per ordre de Septimi Sever.
Celoni Albí també era el nom del praefectus urbi sota l'emperador Valerià.